# デディケーション・オーケストラ
デディケーション・オーケストラ（The Dedication Orchestra）は、ザ・ブルー・ノーツとブラザーフッド・オブ・ブレスの中核をなした南アフリカからの亡命ミュージシャン（ルイス・モホロ、クリス・マクレガー、ドゥドゥ・プクワナ、モンゲジ・フェザ、ジョニー・ダイアニ）へのトリビュートとして結成されたジャズ・アンサンブルである。アラン・スキドモア、ラドゥ・マルファッティ、ジャンゴ・ベイツ、ケニー・ホイーラー、エルトン・ディーン、ロル・コックスヒル、エヴァン・パーカー、ポール・ラザフォードなど多数のミュージシャンをフィーチャーしており、その中にはピアノのキース・ティペット、ドラムのルイス・モホロ、ボーカルのジュリー・ティペッツとマギー・ニコルズなどもいた。

## ディスコグラフィ

### スタジオ・アルバム
- Spirits Rejoice (1992年、Ogun Records) ※ゲイトウェイ・スタジオにて1992年1月2日、3日録音
- Ixesha (Time) (1994年、Ogun Records)